# 杭州解百
杭州解百（原名解放路百货商店），是位于杭州市上城区解放路的百货商场，由新元华（C座、延安路西侧）、新世纪（延安路西侧，A座在东、B座在西）ABC三幢大楼组成，总体量达到13万平米。

## 解百商厦
2000年解百新世纪商厦开张。2009年解百购入、租赁元华房产，并对新世纪商厦进行扩容改造，营业面积增加了近一倍。

## 解百集团
杭州解百集团股份有限公司（简称：杭州解百，证券代码：600814）是杭州市人民政府的国有控股企业。解百集团目前拥有杭州大厦购物城、解百商业、杭州大厦501城市广场、杭州大厦中央商城等多家门店。
解百前身是创建于1918年的国货陈列馆，1950年成为杭州市最早建立的国营零售企业，1958年正式更名为杭州解放路百货商店。1992年改制为股份有限公司，1994年公司在上海证券交易所上市。1996年组建集团。
2014年，在杭州市委市政府的支持推动下，解百与杭州大厦完成了重大资产重组。
2016年10月，位于庆春广场西侧的杭州大厦·501城市广场开业。
2018年2月，位于武林广场的地下商场——杭州大厦中央商城开业。